# Jules Champfleury

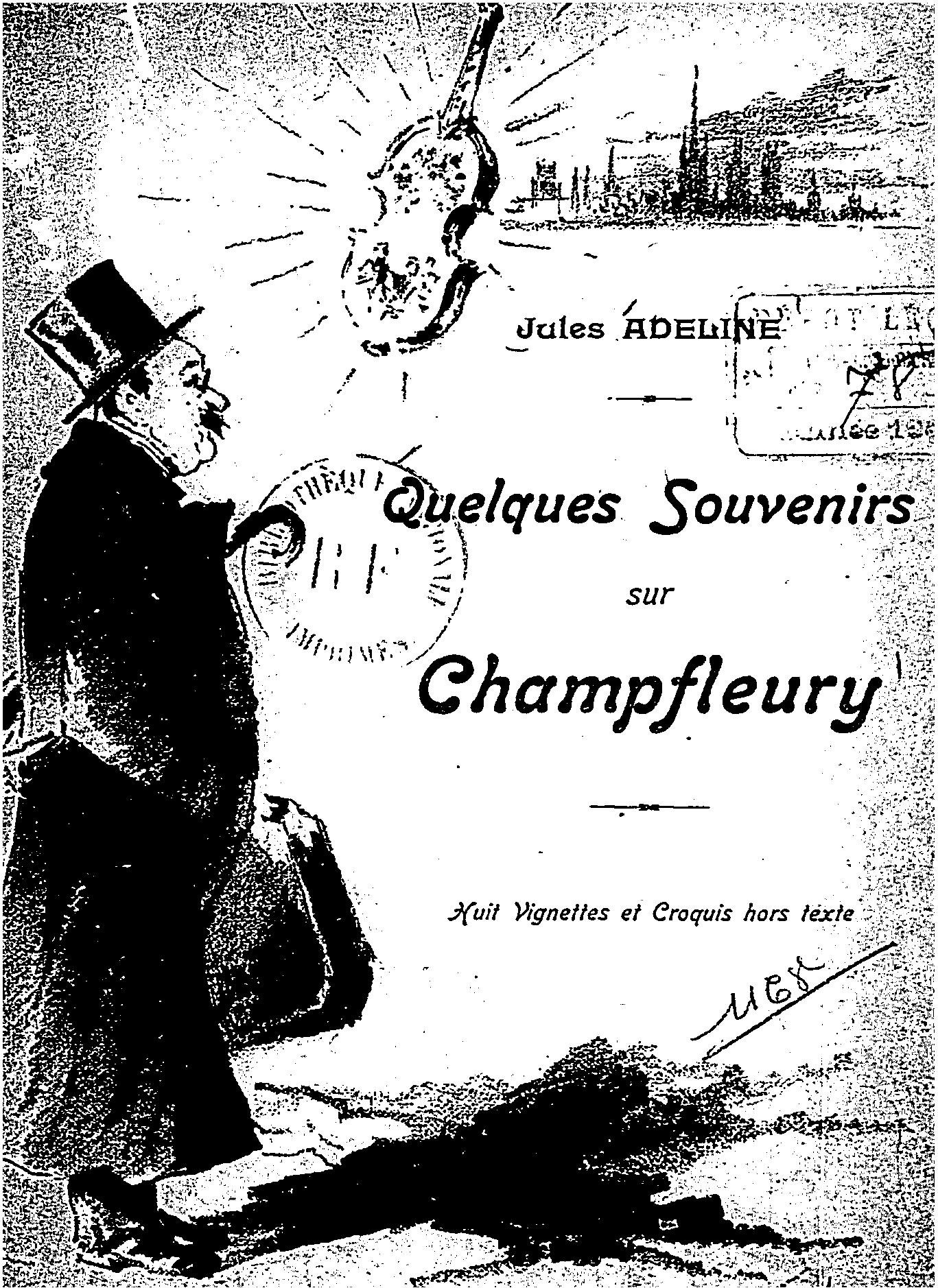
Caricatura de Jules Champfleury

Jules François Félix Husson, más conocido como Jules Champfleury (Laon, 1821-Sèvres, 1889) fue un escritor francés.
Amigo de Baudelaire, Banville, Courbet y Nadar, fue partidario del realismo artístico. Es autor de una serie de relatos, entre los que destaca Los excéntricos (1852), y de novelas, como Los burgueses de Molinchart (1854). Como crítico de arte, revalorizó la obra de los Le Nain y escribió una historia de la caricatura. Es uno de los personajes del cuadro Homenaje a Delacroix, del pintor francés Henri Fantin-Latour, realizado en 1864.